# プトレマイオス (セレウコスの子)
プトレマイオス (ギリシア語: Πτολεμαῖος); 紀元前333年没)は、古代マケドニア王国の軍人。上流貴族出身で、セレウコスとオレスティスあるいはテュンパイアの間の子。

## 軍歴
王の側近護衛官を務め、ファランクス部隊の指揮官としても目覚ましい功績を挙げた。アレクサンドロス3世のアジア遠征に従い、紀元前334年に結婚すると、この遠征の最初の冬にマケドニア本土の防衛のため帰国を許された。翌春、プトレマイオスは増援軍を率いてマケドニアを出発し、ゴルディオンでアレクサンドロス3世の遠征軍に再合流した。イッソスの戦い (紀元前333年)で、プトレマイオスのファランクス部隊はダレイオス3世に従うギリシア人傭兵隊と対峙した。このペルシア軍の事実上の主力部隊に対し、プトレマイオスは最上の勇敢な戦いぶりを見せた末に戦死した。